# Sudanska državljanska vojna (2023–danes)
Od 15. aprila 2023 v Sudanu poteka državljanska vojna med dvema rivalskima frakcijama vojaške vlade Sudana. V konfliktu sodelujejo sudanske oborožene sile (SAF) pod vodstvom generala Abdela Fataha Al Burhana in paravojaške Sile za hitro podporo (RSF) pod poveljstvom Mohameda Hamdana Dagala (splošno znanega kot Hemedti), ki vodi tudi širšo koalicijo Džandžavid. Sodeluje tudi več manjših oboroženih skupin. Gre za tretji večji znotrajdržavni sudanski konflikt po dveh vojnah za neodvisnost. Spopadi se odvijajo predvsem v glavnem mestu Kartum, kjer se je konflikt začel in v regiji Darfur.
Od osamosvojitve leta 1956 je Sudan trpel zaradi kronične nestabilnosti, zaznamovane z 20 poskusi državnega udara, podaljšanim vojaškim vladanjem, dvema uničujočima državljanskima vojnama in genocidom v Darfurju. Vojna je izbruhnila med napetostmi zaradi vključitve RSF v vojsko po državnem udaru leta 2021, ki se je začela z napadi RSF na vladne objekte v Kartumu in drugih mestih. Glavno mesto je bilo kmalu razdeljeno med dve frakciji, Al Burhan pa je svojo vlado preselil v Port Sudan. Mednarodna prizadevanja, vključno z deklaracijo iz Džede maja 2023, niso uspela ustaviti spopadov, medtem ko so se v vojno vključile različne uporniške skupine: SPLM–Sever (frakcija Al Hila) je napadla SAF na jugu; gibanje Tamazudž se je pridružilo RSF; SAF pa je pridobila podporo frakcij Sudanskega osvobodilnega gibanja in Gibanja za pravičnost in enakost. Do konca leta 2023 je RSF nadzorovala večino Darfurja in napredovala v Kartumu, Kordofanu in Geziri. SAF je v začetku leta 2024 ponovno pridobila zagon, dosegla napredek v Omdurmanu in do marca 2025 ponovno zavzela Kartum, vključno s predsedniško palačo in letališčem. Kljub večkratnim pogajanjem do danes še ni bilo doseženo trajno premirje, vojna pa se nadaljuje s hudimi humanitarnimi in regionalnimi posledicami.
Sudan je bil opisal kot država, ki se sooča z najhujšo humanitarno krizo na svetu; skoraj 25 milijonov ljudi trpi zaradi hude lakote. Samo zaradi nje je umrlo približno 522.000 otrok, medtem ko je skupno število žrtev vojne, vključno z žrtvami nasilja, stradanja in bolezni, še višje; na tisoče ljudi je še vedno pogrešanih ali je bilo ubitih v namernih pokolih, za katere so odgovorne predvsem RSF in zavezniške milice. Samo v zvezni državi Kartum je umrlo vsaj 61.000 ljudi, od katerih je 26.000 umrlo neposredno zaradi nasilja. Do 5. februarja 2025 je bilo več kot 8,8 milijona ljudi notranje razseljenih, več kot 3,5 milijona pa je iz države pobegnilo. Avgusta 2024 je Odbor za pregled lakote (FRC) potrdil razmere lakote v delih severnega Darfurja. V Darfurju je bilo po poročanju ubitih veliko civilistov v okviru pokolov Masalitov, sudanske etnične skupine, ki so bili opisani kot etnično čiščenje ali genocid.
Zunanji vpliv v sudanskem konfliktu vključuje pošiljke orožja iz Kitajske, Rusije in Turčije, podporo ZAE in Čada RSF-ju ter podporo Egipta SAF-u, ob regionalnih napetostih. Vojna je sprožila veliko humanitarno krizo, za katero je značilno pomanjkanje hrane, vode, zdravil in dostopa do pomoči, splošno zapiranje bolnišnic, izbruhi bolezni, množično razseljevanje, plenjenje humanitarne pomoči in skorajšnji kolaps izobraževalnega sistema in infrastrukture, zaradi česar več kot polovica prebivalstva nujno potrebuje pomoč. Tako SAF kot RSF sta izvedli sofisticirane dezinformacijske kampanje z uporabo družbenih medijev, ponarejenih posnetkov in vsebin, ustvarjenih z umetno inteligenco z namenom manipulacije javnega mnenja, diskreditiranja nasprotnikov in vplivanja na mednarodno mnenje. V odziv na konflikt so Združene države Amerike, Združeno kraljestvo, Kanada in Evropska unija uvedle sankcije proti posameznikom, podjetjem in subjektom, povezanim s SAF in RSF, zaradi kršitev premirja, kršitev človekovih pravic in destabilizacijskih dejavnosti.